# Oblast' di Magadan
L'oblast' di Magadàn (in russo Магаданская область?, Magadanskaja obalstʾ) è un'oblast' della Russia, che si trova nell'Estremo Oriente russo. Capoluogo dell'oblast' è la città di Magadan.
L'oblast', creata nel 1939, si estende per una superficie di 462464 km² e ha 139034 abitanti.
Nell'oblast' non ci sono grosse città, e anche il capoluogo Magadan non raggiunge, al censimento 2002, i 100 000 abitanti. Mancano altre grosse città: i principali insediamenti si sono infatti svuotati con la crisi successiva alla caduta dell'Unione Sovietica. Cittadine di un minimo rilievo sono Susuman, Ust'-Omčug, Sokol, Palatka, Ola e Omsukčan.

## Geografia antropica

### Suddivisioni amministrative

#### Rajon
La oblast' di Magadan comprende 8 rajon, elencati di seguito (fra parentesi il capoluogo):
- Chasynskij (Palatka)
- Jagodninskij (Jagodnoe)
- Ol'skij (Ola)
- Omsukčanskij (Omsukčan)
- Severo-Ėvenskij (Ėvensk)
- Srednekanskij (Sejmčan)
- Susumanskij (Susuman)
- Ten'kinskij (Ust'-Omčug)

#### Centri urbani
Nella oblast' solo due insediamenti hanno lo status di città: il capoluogo Magadan (dipendente dalla diretta giurisdizione della oblast') e Susuman (dipendente dalla giurisdizione del rajon di appartenenza).
Numerosi sono invece gli insediamenti con status di insediamento di tipo urbano (posëlok gorodskogo tipa), parecchi dei quali oggi quasi disabitati a causa dello spopolamento della regione successivo alla caduta dell'Unione Sovietica. Alcuni centri, precedentemente inquadrati in questo modo, sono ritornati ad essere inquadrati come località rurali.
- Atka
- Bol'ševik
- Burchala
- Cholodnyj
- Debin
- Dukat
- Ėvensk

- Jagodnoe
- Kadykčan
- Mjaundža
- Ola
- Omsukčan
- Orotukan
- Palatka

- Sejmčan
- Sinegor'e
- Sokol
- Stekol'nyj
- Talaja
- Uptar
- Ust'-Omčug